# Казанск (Алтайский край)
Казанск — посёлок в Ельцовском районе Алтайского края России. Входит в состав Пуштулимского сельсовета.

## География
Посёлок находится в восточной части региона, в долине реки Сары-Чумыш.
Уличная сеть
посёлка состоит из одного географического объекта: ул. Казанская.
Климат
Средняя температура января составляет −17 °C, июля — +18,4 °C. Годовое количество осадков составляет 496 мм.

## Население
| 1997 | 1998 | 1999 | 2000 | 2001 | 2002 | 2003 | 2004 | 2005 |
| ---- | ---- | ---- | ---- | ---- | ---- | ---- | ---- | ---- |
| 5    | ↘4   | →4   | →4   | →4   | ↘3   | ↗5   | ↘3   | ↗6   |
| 2006 | 2007 | 2008 | 2009 | 2010 | 2011 | 2012 | 2013 |      |
| ↘2   | →2   | →2   | →2   | ↗3   | →3   | ↘2   | →2   |      |

Национальный состав
Согласно результатам переписи 2002 года, в национальной структуре населения русские составляли 100 % от 3 чел.

## Инфраструктура
Социальные услуги жители получают в ближайших населённых пунктах.

## Транспорт
Посёлок доступен автомобильным и водным транспортом.
Просёлочная дорога до посёлка Вятск.